# 어빙 피첼

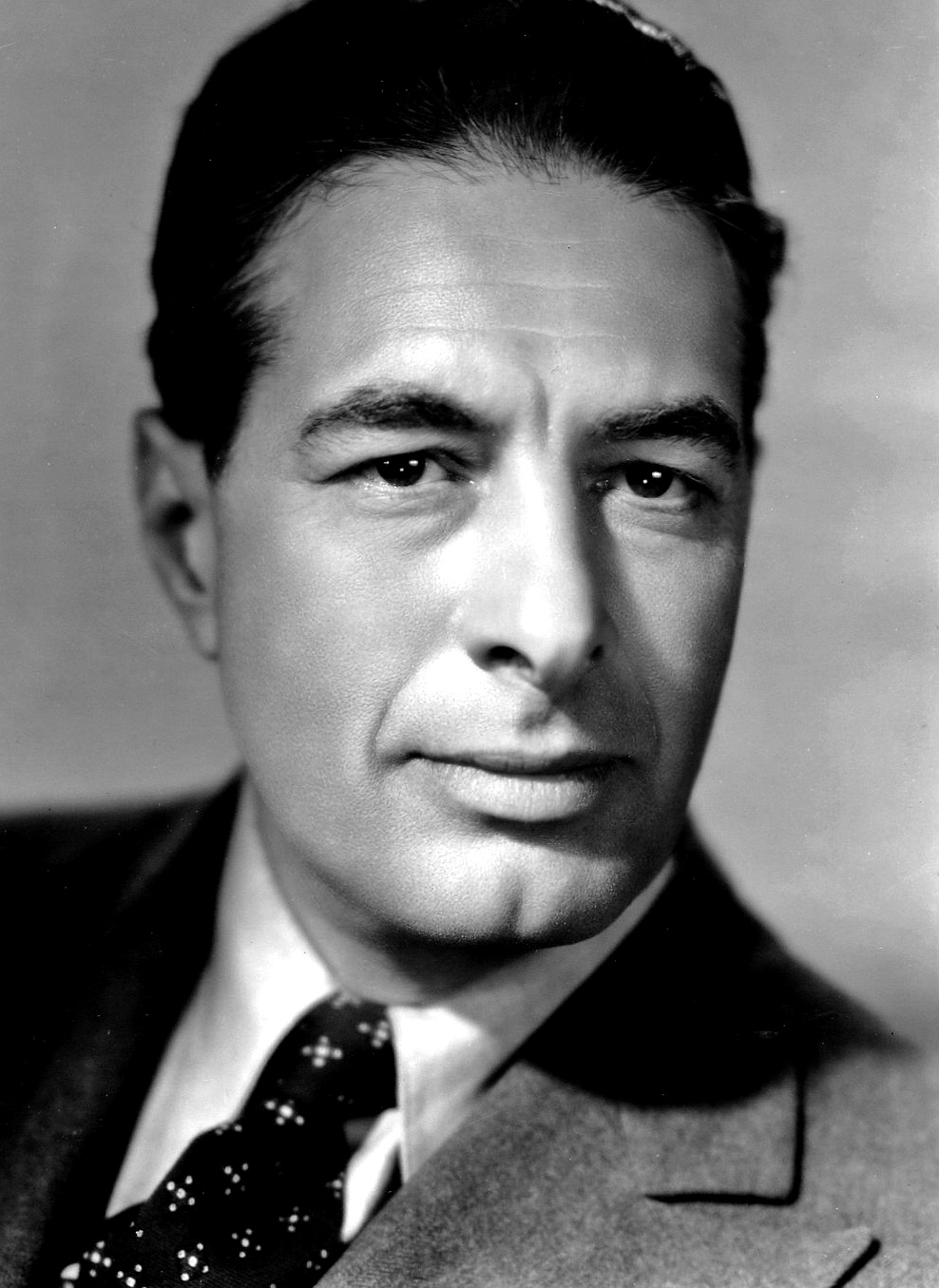

어빙 피첼(Irving Pichel, 1891년 6월 24일 ~ 1954년 7월 13일)은 미국의 배우, 영화 감독, 영화배우이다.
피츠버그에서 태어났으며 할리우드에서 사망하였다. 사인은 심근 경색이다.

## 영화
- 마틴 루터 (1953년)
- 크리스마스 소원 (1950년)
- 데스티네이션 문 (1950년)
- 인어의 노래 (1948년)
- 섬씽 인 더 윈드 (1947년)
- 내일은 영원히 (1946년)
- 베니를 위한 훈장 (1945년)
- 사랑의 서광 (1944년)
- 12월 7일 (1943년)
- 늪지의 물 (1941년)
- 딕 트레이시스 G-멘 (1939년)
- 유아레즈 (1939년)
- 제저벨 (1938년)
- 드라큐라의 딸 (1936년)
- 제너럴 스팬키 (1936년)
- 하사모테 여왕의 비밀 (1935년)
- 클레오파트라 (1934년)
- 나이트 플라이트 (1933년)
- 정글의 왕 (1933년)
- 올리버 트위스트 (1933년)
- 위험한 게임 (1932년)